# Stazione meteorologica di Diga Lentini (Biviere)
La stazione meteorologica di Diga Lentini (Biviere) è la stazione meteorologica di riferimento relativa all'entroterra della provincia di Siracusa.

## Medie climatiche ufficiali

### Dati climatologici 1987-1998
In base alla media di riferimento (1987-1998), la temperatura media del mese più freddo, gennaio, si attesta a +12,1 °C; quella del mese più caldo, agosto, è di +27,7 °C.
| Diga Lentini (Biviere) (1987-1998) | Mesi | Mesi | Mesi | Mesi | Mesi | Mesi | Mesi | Mesi | Mesi | Mesi | Mesi | Mesi | Stagioni | Stagioni | Stagioni | Stagioni | Anno |
| Diga Lentini (Biviere) (1987-1998) | Gen  | Feb  | Mar  | Apr  | Mag  | Giu  | Lug  | Ago  | Set  | Ott  | Nov  | Dic  | Inv      | Pri      | Est      | Aut      | Anno |
| ---------------------------------- | ---- | ---- | ---- | ---- | ---- | ---- | ---- | ---- | ---- | ---- | ---- | ---- | -------- | -------- | -------- | -------- | ---- |
| T. max. media (°C)                 | 17,8 | 18,6 | 20,1 | 22,8 | 27,3 | 32,0 | 35,4 | 35,4 | 32,1 | 27,2 | 22,1 | 18,2 | 18,2     | 23,4     | 34,3     | 27,1     | 25,8 |
| T. min. media (°C)                 | 6,4  | 6,0  | 6,5  | 8,9  | 12,5 | 16,4 | 19,0 | 19,9 | 18,2 | 14,8 | 10,0 | 7,0  | 6,5      | 9,3      | 18,4     | 14,3     | 12,1 |

## Valori estremi

### Temperature estreme mensili dal 1987 al 1998
Nella tabella sottostante sono riportate le temperature massime e minime assolute mensili, stagionali ed annuali dal 1987 al 1998, con il relativo anno in cui si queste si sono registrate. La massima assoluta del periodo esaminato di +46,7 °C risale al luglio 1988, mentre la minima assoluta di -2,2 °C è del marzo 1987.
| Diga Lentini (Biviere) (1987-1998) | Mesi        | Mesi        | Mesi        | Mesi        | Mesi        | Mesi               | Mesi        | Mesi        | Mesi        | Mesi        | Mesi        | Mesi        | Stagioni | Stagioni | Stagioni | Stagioni | Anno |
| Diga Lentini (Biviere) (1987-1998) | Gen         | Feb         | Mar         | Apr         | Mag         | Giu                | Lug         | Ago         | Set         | Ott         | Nov         | Dic         | Inv      | Pri      | Est      | Aut      | Anno |
| ---------------------------------- | ----------- | ----------- | ----------- | ----------- | ----------- | ------------------ | ----------- | ----------- | ----------- | ----------- | ----------- | ----------- | -------- | -------- | -------- | -------- | ---- |
| T. max. assoluta (°C)              | 25,3 (1988) | 28,8 (1995) | 29,1 (1994) | 32,0 (1992) | 42,0 (1994) | 42,0 (1994 e 1997) | 46,7 (1988) | 44,4 (1987) | 42,0 (1990) | 36,0 (1987) | 31,0 (1990) | 27,3 (1989) | 28,8     | 42,0     | 46,7     | 42,0     | 46,7 |
| T. min. assoluta (°C)              | 0,0 (1992)  | −1,0 (1992) | −2,2 (1987) | 1,0 (1996)  | 4,6 (1987)  | 9,5 (1990)         | 13,9 (1997) | 12,1 (1998) | 10,8 (1988) | 5,0 (1996)  | 0,6 (1988)  | −1,9 (1998) | −1,9     | −2,2     | 9,5      | 0,6      | −2,2 |